# Leif Dannert
Bengt Hugo Hjorleif (Leif) Dannert, född den 3 augusti 1911 i Visby, död den 22 januari 2000 i Göteborg, var en svensk historiker och skolman.
Dannert avlade studentexamen 1929, filosofie kandidatexamen vid Stockholms högskola 1932, filosofisk ämbetsexamen där 1934 och filosofie licentiatexamen vid Uppsala universitet 1940. Han promoverades till filosofie doktor 1943. Dannert innehade olika lärarförordnanden i Stockholm, Trollhättan och Skara 1937–1943. Han blev extra ordinarie adjunkt vid Härnösands högre allmänna läroverk 1943, adjunkt vid Karlstads högre allmänna läroverk 1944 samt lektor vid folkskoleseminariet i Karlstad 1947, vid Annedals folkskoleseminarium i Göteborg 1953 och vid Majornas högre allmänna läroverk i samma stad 1958. Dannert var medlem av Svenska historiska föreningen och av Historielärarnas förening (ledamot av dess riksstyrelse). Han publicerade Svensk försvarspolitik 1743–1757 i dess utrikespolitiska och inrikespolitiska sammanhang (doktorsavhandling 1943) och ett flertal skrifter om Gotlands historia under nyare tid med tonvikt på 1600-talet samt utgav läroböcker i historia för realskolan, enhetsskolan, grundskolan och gymnasiet. Dannert var medarbetare i Svenska män och kvinnor. Han blev riddare av Nordstjärneorden 1964.

## Fotnoter
1. 1 2  Libris, Kungliga biblioteket, SELIBR-ID: 183411.[källa från Wikidata]
2. 1 2  MAK, PLWABN-ID: 9810568246805606.[källa från Wikidata]